# Пільнянська сільська рада
Пі́льнянська сільська́ ра́да — адміністративно-територіальна одиниця та орган місцевого самоврядування в Вовчанському районі Харківської області. Адміністративний центр — село Пільна.

## Загальні відомості
- Пільнянська сільська рада утворена в 1917 році.
- Територія ради: 35 км²
- Населення ради: 516 осіб (станом на 2001 рік)
- Територією ради протікає річка Пільна.

## Населені пункти
Сільській раді підпорядковані населені пункти:
- с. Пільна
- с. Українське

## Склад ради
Рада складається з 14 депутатів та голови.
- Голова ради: Калюжний Микола Якович
- Секретар ради: Галушко Олена Миколаївна

### Керівний склад попередніх скликань
| Прізвище, ім'я, по батькові | Основні відомості                                                                       | Дата обрання | Дата звільнення |
| --------------------------- | --------------------------------------------------------------------------------------- | ------------ | --------------- |
| Калюжний Микола Якович      | Сільський голова, 1960 року народження, освіта вища, член Соціалістичної партії України | 26.03.2006   | 31.10.2010      |
| Калюжний Микола Якович      | Сільський голова, 1960 року народження, освіта вища, член Партії регіонів               | 31.10.2010   |                 |

Примітка: таблиця складена за даними сайту Верховної Ради України